# TUBE チューブ 死の脱出
『TUBE チューブ 死の脱出』（原題：Méandre）は、2020年のフランスのスリラー映画。

## あらすじ
リサはヒッチハイクでアダムの車に乗った。しかし、カーラジオから流れてきた逃走中の殺人犯の特徴がアダムと一致していた。アダムは、急ブレーキを掛けてリサを気絶してしまい、目覚めるとチューブの中にいた。

## キャスト
- リサ：ガイア・ワイス[6]
- アダム：ペーテル・フランツェーン（英語版）[7]
- ニナ：ロマーヌ・リベール
- 父：コルネリウ・ドラゴミレスク

## スタッフ
- 監督：マチュー・テュリ[8]
- 脚本：マチュー・テュリ
- 製作：エリック・ジェンダルム、サンドラ・カリム、トマ・ルボー
- 共同製作：グレゴリー・シャンベ、ディミトリ・ステファニデス
- 撮影：アラン・デュプランティエ
- 音楽：フレデリック・ポワリエ
- 美術：ティエリー・ジョラン
- 編集：ジョエル・ヤコヴェッラ
- 音響効果：グルワール・コイル・ガラス

## 製作
製作当初は、ベレニス・マーロウが主演にキャスティングされていたが、後に降板となった。